# آکینوری کوساکا
آکینوری کوساکا (انگلیسی: Akinori Kosaka؛ زادهٔ ۱۴ سپتامبر ۱۹۷۵) بازیکن فوتبال اهل ژاپن است.